# Taylor (Míchigan)
Taylor es una ciudad ubicada en el condado de Wayne en el estado estadounidense de Míchigan. En el Censo de 2010 tenía una población de 63.131 habitantes y una densidad poblacional de 1.031,35 personas por km².

## Geografía
Taylor se encuentra ubicada en las coordenadas 42°13′31″N 83°16′6″O / 42.22528, -83.26833. Según la Oficina del Censo de los Estados Unidos, Taylor tiene una superficie total de 61.21 km², de la cual 61.12 km² corresponden a tierra firme y (0.16%) 0.1 km² es agua.

## Demografía
Según el censo de 2010, había 63131 personas residiendo en Taylor. La densidad de población era de 1.031,35 hab./km². De los 63131 habitantes, Taylor estaba compuesto por el 77.98% blancos, el 15.85% eran afroamericanos, el 0.53% eran amerindios, el 1.78% eran asiáticos, el 0.03% eran isleños del Pacífico, el 1.28% eran de otras razas y el 2.56% pertenecían a dos o más razas. Del total de la población el 5.08% eran hispanos o latinos de cualquier raza.